# Cisseps semidiaphana
Cisseps semidiaphana là một loài bướm đêm thuộc phân họ Arctiinae, họ Erebidae.